# Tuur De Weert
Arthur (Tuur) De Weert (Mechelen, 10 oktober 1943) is een Vlaams acteur.

## Levensloop
De Weert studeerde theater aan het Stedelijk Conservatorium te Mechelen bij Luc Philips en aan het Koninklijk Conservatorium te Brussel en kreeg er onder andere les van Luc Marechal, Nand Buyl en Leo Dewals. Enkele medestudenten waren Luk De Koninck, Jaak Van Assche, Gilda De Bal, Josse De Pauw, Chris Cauwenberghs, Tessy Moerenhout, Luk Van Mello, Magda De Winter, Luc Springuel en René Verreth.
Op televisie is hij vooral bekend door de rol van Gilbert Van Hie uit De Collega's, als de brouwer Door Onckeloms in de Walschapserie Ons geluk, als Paul-Emille Leduc, de advocaat van het advocatenkantoor 'Leduc en partners' in Recht op Recht, en van de rol van Maurice de Praetere in de serie F.C. De Kampioenen. Hij is verbonden met het MMT in Mechelen, nu 't Arsenaal genoemd.

## Film
- Baas Gansendonck (1974) - als onderwijzer
- Ingeblikt (1976) - als Jean
- Gelukkige verjaardag (1979) - als Van Rooy
- Jan Rap en zijn maat (1980) - als Herman
- Artikel 140 (1982) - als oude man
- Warenar (1986) - als Rijkert
- Kwis (1988) - als Viktor De Graef
- De kollega's maken de brug (1988) - als Gilbert Van Hie
- Ad Fundum (1993) - als professor Bax
- Oesje! (1998) - als agent
- Charlotje (1998)
- Miss Maria (2000)
- Het boek (2001) - als Conings
- Alias (2002) - als inspecteur Claeys
- Team Spirit 2 (2003) - als dokter
- Suske en Wiske: De duistere diamant (2004) - als professor Barabas
- Confituur (2004) - als wc-meneer
- De gek op de heuvel (2006) - als bompa
- Lijn 72 (2006)
- Blinker en de Blixvaten (2008) - als Blix Senior
- Hasta la vista (2010) - als Roger
- F.C. De Kampioenen: Kampioen zijn blijft plezant (2013) - als Maurice de Praetere
- F.C. De Kampioenen 2: Jubilee General (2015) - als Maurice de Praetere
- F.C. De Kampioenen 3: Forever (2017) - als Maurice de Praetere
- Ontsnapt (2018) - als Romain
- De Collega's 2.0 (2018) - als Gilbert Van Hie
- F.C. De Kampioenen 4: Viva Boma! (2019) - als Maurice de Praetere
- Bittersweet Sixteen (2021) - als Maurice

### Ingesproken stem
- De klokkenluider van de Notre Dame (1996) - als molenaar
- Atlantis: De verzonken stad (2001) - als Cookie
- Cars (2006) - als sheriff
- Cars 2 (2011) - als sheriff
- Wickie de Viking (2010) - als Urobe
- De avonturen van Kuifje: Het geheim van de eenhoorn (2011) - als Silk
- Big Hero 6 (2015) - als butler Heathcliff
- Wish (2023) - als Sabino

## Televisie

### Hoofdrollen
- De Collega's (1978–1981) - als Gilbert Van Hie
- Het Pleintje (1986-1987) - als Gust Kerdoens
- De ware vrienden (1993)
- Ons geluk (1995) - als Door Onckeloms
- Kongo (1997) - als vader Vermarcke
- Veel geluk, professor! (2001) - als professor Brückner
- Recht op Recht (1998-2002) - als Paul-Emile Leduc
- F.C. De Kampioenen (2003-2011) - als Maurice de Praetere
- Loslopend wild & gevogelte (2015-2016) - verschillende rollen
- F.C. De Kampioenen: Kerstspecial (2020) - als Maurice de Praetere
- Voor altijd Kampioen! (2021) - als zichzelf
- Geldwolven (2022) - als Don

### Gastrollen
- Tim (1975) - als veldwachter
- Rogier van ter Doest (1976) - als cipier
- Centraal Station (1977) - als bediende
- De bossen van Vlaanderen (1991)
- Oog in Oog (1991)
- Langs de kade (1993)
- Gaston Berghmans Show (1994)
- Buiten De Zone (1994)
- RIP (1994) - als Jefke Tops
- Les Steenfort, maîtres de l'orge (1996)
- Binnen zonder bellen (1996) - als Pol
- Heterdaad (1996) - als Van Neste
- F.C. De Kampioenen (1997) - als postinspecteur De Kegel
- Heterdaad (1997) - als André Jagenaeu
- 2 Straten verder (1999)
- Flikken (2000) - als meneer De Coster
- Raf & Ronny III (2001) - als Staf Raeymakers
- F.C. De Kampioenen (2001) - als duivenverkoper
- Chris & Co (2002) - als beenhouwer
- Sedes & Belli (2003) - als Willy De Moor
- Matroesjka's (2005) - als bankdirecteur
- De Wet volgens Milo (2004) - als rechter Van Daele
- Kinderen van Dewindt (2005) - als Raf
- De Kavijaks (2006) - als pastoor
- Sara (2006) - als dokter
- Katarakt (2007) - als notaris Verlinden
- Aspe (2008) - als Firmin Allegeerts
- Witse (2008) - als Cyriel Vertongen
- Goesting (2010) - als Wilfried Dierckx
- Kiekens (2012) - als Maurice Dekkers
- Quiz Me Quick (2012) - als Kwizzards
- Danni Lowinski (2013) - als Alfred Vermaele
- Zone Stad (2013) - als Leo Rutten
- Tegen de Sterren op (2014) - als Gilbert Van Hie
- Voor wat hoort wat (2015) - als Bert
- Auwch_ (2019) - als zichzelf
- Interview met de geschiedenis (2023) - als Eward
- Familie (2024-heden) - als Isidoor 'Willy' Vandewalle[1]

## Theater
- Wanja
- Lars
- Helden
- 't Arsenaal
  - Dood van een Handelsreiziger
  - Scarlatti
  - Biechten
  - Drie Zusters
  - De Pruimelaarstraat
  - Hoffmann
  - Uit het leven der Marionetten
  - Het Zuchten
  - Namaals (aber ist das nicht der Fritz?)
  - Interview
  - Lulu
  - Bij Jules en Alice
  - Avondrood
- Mechels Miniatuur Teater
  - Oud papier
  - Top Dogs
  - Hok
  - Gelijkgestemde Zielen
  - Tempeesten
  - Cricket
  - Het grote dorp Misverstand
  - Transit Heimat
  - School voor vrouwen
  - Ludo, Ludo, Ludo
  - Het uur dat we niets van elkander wisten
  - Onverzadigde vetzuren
  - Een vlo in 't oor
  - Lear
  - Wanja en de bosgeest
  - Stoutste dromen
  - En waar de ster bleef stille staan
  - De Mechelse koekoeken
  - Wintergezellen
  - De knecht van twee meesters
  - Andorra
  - Mooi weer vandaag